# Битва при Барбаліссо
Битва при Барбаліссо — відбулася у 253 році н. е. між арміями Сасанідської імперії та Римської імперії. Шапур I використав серію римських набігів на Перську Вірменію як привід до війни для вторгнення в римські провінції Месопотамію та Сирію. Вони атакували в Барбалісосі римську провінційну армію, якою керував губернатор східного лімесу під верховним командуванням легата Августа пропретора Сирії.

## Привід
Приводом до битви, ймовірно, стало недотримання кордонів Римської імперії перським царем Шапуром I, який попри договір з Римом втрутився в політику Вірменії і почав спустошувати східні провінції. Імператор Требоніан Галл зосередив війська на кордоні Євфрату для атаки імперії Сасанідів, але він був убитий, і імператором став Валеріан. 253 року Шапур повторно напав на Месопотамію. У Барбалісса зустрілися дві армії: римська та перська. Битва закінчилася поразкою римлян. Ця поразка призвела до захоплення Антіохії та Дура Європос у Сирії у 256 році.

## Причини початку битви

### Експансіоністська політика Сасанідів
Шапур I прагнув розширити кордони своєї імперії, зміцнивши її позиції на Близькому Сході. Сасанідська імперія, заснована Ардаширом I, успадкувала амбіції Ахеменідів та Парфянської імперії щодо домінування в регіоні. Шапур I активно проводив експансіоністську політику, здійснюючи напади на римські території.

### Військова слабкість Риму
Римська імперія у цей період переживала значну внутрішню нестабільність і кризу. Декілька імператорів змінилися за короткий проміжок часу, що сприяло політичному хаосу. Постійні війни на кількох фронтах, включаючи набіги варварів на західних кордонах і повстання в різних частинах імперії, послабили римські війська та їхню здатність ефективно захищати свої території.

### Суперечка за контроль над Месопотамією
Месопотамія завжди була стратегічно важливою областю через її багаті ресурси та ключове географічне розташування. Контроль над цим регіоном забезпечував не тільки економічні переваги, а й військову перевагу в регіоні. І Рим, і Сасаніди прагнули утримати Месопотамію під своїм контролем, що призвело до постійних конфліктів.

### Особисті амбіції Шапура I
Шапур I мав особисті амбіції щодо зміцнення своєї влади і репутації як великого завойовника. Він прагнув затвердити свій авторитет як всередині імперії, так і за її межами, показуючи свою військову могутність і здатність перемагати римлян.

## Основні етапи битви

### Зосередження сил
• Сасанідська імперія: Шапур I зібрав значні війська, включаючи кавалерію та піхоту, для вторгнення в римські володіння. Його метою було захоплення стратегічно важливих міст і зміцнення контролю над Месопотамією.
• Римська імперія: Римські війська, можливо, були розташовані в оборонних позиціях поблизу Барбаліссо (нині сучасне місце знаходження в Сирії) для захисту від сасанідського наступу.

### Перші атаки
• Сасанідська армія: Шапур I почав битву з масованої атаки, використовуючи чисельну перевагу своєї армії. Сасанідська кавалерія зіграла вирішальну роль у початкових ударах, завдаючи важких втрат римським силам.
• Римська армія: Римляни, ймовірно, були захоплені зненацька та не змогли організувати ефективну оборону. Вони намагалися стримати натиск ворога, але стикнулися з добре організованими та численними сасанідськими військами.

### Розгортання бою
• Сасанідська тактика: Шапур I продовжував використовувати свою кавалерію для прориву римських ліній, одночасно підтримуючи натиск піхоти. Сасанідська армія методично витісняла римлян з їхніх позицій.
• Римська оборона: Римські легіони чинили опір, але були переважені чисельно і зазнали значних втрат. Організація римських сил почала руйнуватися під натиском сасанідських атак.

### Поразка римлян
• Сасанідська перемога: Завдяки чисельній перевазі та ефективному використанню кавалерії, сасанідська армія здобула вирішальну перемогу. Римські війська були розбиті, багато солдатів загинули або були взяті в полон.

## Наслідки битви

### Сасанідська імперія
Успіхи Шапура I значно зміцнили позиції Сасанідів і показали їхню міць. Це також дозволило Сасанідам тимчасово встановити контроль над значними територіями, які раніше належали Риму.

### Римська імперія
Поразка при Барбаліссо послабила позиції Римської імперії на сході. Імператор Валеріан у спробі зупинити Сасанідів вирушив на Схід, але у 260 році був захоплений у полон Шапуром I при Едесі, що стало безпрецедентною подією в римській історії — римський імператор опинився в полоні, де зрештою і загинув.

### Політична нестабільність
Поразки на сході посилили внутрішні проблеми Римської імперії, включаючи економічну кризу та посилення варварських набігів на західні кордони.
За поразкою римлян настав період інтенсивної ворожнечі, який незабаром після цього призвів до завоювання сасанідами столиці провінції Антіохії, де вони захопили величезну кількість здобичі та взяли з собою численних полонених, і через три-чотири роки пізніше, кордону фортеці Дура Європос (у 256 р.), в Сирії.

### Першоджерела
- Агатенгело, Історія вірмен, І.
- Євтропій, Breviarium ab Urbe condita, IX.
- Historia Augusta, Gordiani tres.
- Мойсей Хоренський, Історія вірмен, II.
- Res Gestae Divi Saporis (переклад із написупарфянською та грецькою мовами правителя Сапора I, знайденого в Накш-і-Рустамі).
- Zonara, The epitome of stories, XII.
- Зосим, Нова історія, І.

### Сучасні історіографічні джерела
- W.Ensslin, Zu den Kriegen des Sassaniden Schapur I, Sitzungsberichte der Bayerischen Akademie, Munich 1949.
- MHGracey, Римська армія в Сирії, Юдеї та Аравії, D.Phil. Дисертація, Оксфордський університет, 1981.
- М. Грант, Римські імператори. Історія та секрети, Рим, Newton & Compton, 1984, ISBN 88-7983-180-1.